# Малая Озимина
Малая Озимина (укр. Мала Озимина) — село в Новокалиновской городской общине Самборского района Львовской области Украины.
Население по переписи 2001 года составляло 140 человек. Занимает площадь 2,425 км². Почтовый индекс — 81477. Телефонный код — 3236.